# Vostok (Krasnoiarsk)
|  | Per a altres significats, vegeu «Vostok». |

Vostok (en rus: Восток) és un poble (un possiólok) del krai de Krasnoiarsk, a Rússia, segons el cens del 2010 tenia 88 habitants. Pertany al districte municipal d'Àban.